# Anolisul verde
Anolisul verde (Anolis carolinensis) este o specie de șopârle din genul Anolis, familia Polychrotidae, descrisă de Voigt în anul 1832. Anolisul verde este prima reptilă căreia i-a fost secvențiat genomul. Șopârlele anolis sunt cel mai bun exemplu de radiație adaptativă și evoluție convergentă. Populațiile de șopârle de pe insulele izolate tind să ocupe medii noi de viață de obicei în vegetațiile forestiere (precum coroanele copacilor, trunchi sau scorburi). Aceste divergențe de habitat sunt provocate de schimbări morfologice. În plus, aceste obiceiuri se repetă pe numeroase insule, împreună cu animale din habitate similare care converg la forme morfologice diverse. Aceasta demonstrează că radiația adaptativă poate fi prevăzută bazându-ne după habitatul întâlnit, iar introducerile experimentale în insulele lipsite de șopârle au demonstrat că evoluția Anolisului poate fi prevăzută.
A fost clasificată de IUCN ca specie cu risc scăzut.

## Subspecii
Această specie cuprinde următoarele subspecii:
- A. c. carolinensis
- A. c. seminolus

## Hormonii și ciclurile reproductive
Anolisul verde din sudul Statelor Unite ale Americii este o șopârlă mică, capabilă de mai multe lucruri: poate să prindă o muscă, să se lupte cu rivalii, să se adăpostească, să se împerecheze sau să depună ouă. Toate aceste activități sunt folositoare pentru animal, dacă el știe să-și stabilească prioritățile corect. De exemplu, pe timpul verii în Carolina de Sud, femelele mature sexual întâlnesc masculi maturi sexual. De obicei, masculul răspunde cu o etalare de curtare(courtship display), în care își etalează bărbia și își mișc capul în sus și în jos deasupra femelei, pe care o atinge cu bărbia. Dacă femela nu fuge, masculul o va mușca de ceafă, după care își arcuiește corpul astfel încât să-și introducă unul din cele două hemipenisuri în cloaca acesteia. Însă, femelele ignoră adeseori invitația masculului. Fiecare acuplare necesită între 5 și 20 minute, timp în care femela nu mai poate să facă nimic altceva. Femelele evită acuplările inutile, ele se acuplează doar atunci când ouăle sunt mature, gata pentru a fi fertilizate. Anolisul verde, la fel ca și limaxul de mare, are mecanisme care monitorizează maturizarea ouălelor și folosesc această informație pentru a-și regla prioritățile comportamentale. La anolis, un singur ou se maturizează odată (într-o perioadă de 10-14 zile). Când oul este matur, iar femeia este pe cale de a ovula, ea va deveni receptivă; imediat după acuplare, femela devine din nou nereceptivă pentru o săptămână sau două, timp în care se dezvoltă noul ou. Cine reglează ciclul reproductiv la femela de anolis? Cum știe când să răspundă la avansurile masculului și când să nu răspundă? Mecanismele de reglare care controlează receptivitatea sunt complexe; dar, la fel ca și la limaxul de mare, interacțiunile hormoni-sistem nervos joacă un rol important. Când un ou se maturizează, celule din ovar comunică hormonal cu creierul, eliberând în fluxul sanguin doi hormoni sexuali(estrodiolul și progesteronul). Când acești doi hormoni ajung la celulele țintă din creier, vor determina eliberarea altor hormoni ai glandei pituitare. Aceștia ajung înapoi la ovare, unde vor ajuta la menținerea schemei de producție a estrogenului și progesteronului. Acest feed-back ajută eventual la inhibarea acelor neuroni din creier, care reacționează la stimulii sexuali ai masculului. Precis nu se știe, însă la șobolanul alb, estrogenul activează neuronii hipotalamici, unde se leagă molecule receptoare în nucleul celular. Acest lucru modifică producția de proteine în celulele țintă, ceea ce determină modificarea proprietăților electrice ale celulei, iar în final modifică receptivitatea la stimuli(capacitatea de a răspunde la stimuli). Dacă și la Anolis se petrece ceva asemănător în momentul ovulației, hormonii modifică receptivitatea unei părți a creierului femelei, determinând-o să-și arcuiască ceafa când vede gușa etalată a masculului. Se poate dovedi experimental importanța hormonilor(estrogen și progesteron) în controlul receptivității femelelor, prin ovarectomizare. Aceste femele nu vor mai răspunde niciodată sexual la curtarea masculilor, doar dacă primește injecții cu acei hormoni(o doză de estradiol, urmată de 24 de ore de o doză de progesteron). Aproape toate femelele injectate vor fi gata de acuplare, în ciuda lipsei ouălelor maturizate.